# Weihnachtslied
Ein Weihnachtslied ist ein Lied, das zu Weihnachten gesungen wird, weil der Liedtext einen Bezug zu den Feiertagen hat. Lieder mit liturgischer Bedeutung werden bei christlichen Gottesdiensten gesungen, weitere Lieder auch zur Bescherung in der Familie sowie bei Weihnachtsfeiern in unterschiedlichsten Rahmen. Sie bilden auch die Basis für viele Konzerte, die vor allem von Chören veranstaltet werden. Kommerzielle Bedeutung erhalten Weihnachtslieder in der Vorweihnachtszeit durch ihre Präsenz in Hörfunk und Fernsehen oder als Hintergrundmusik auf Weihnachtsmärkten und in Kaufhäusern.
Da viele klassische Weihnachtslieder sehr alt sind und die Komponisten als Urheber bereits verstorben sind, werden besonders deutsche Weihnachtslieder in Popmusik, Volksmusik und Schlager neuinterpretiert und als Coverversionen veröffentlicht.

## Begriffliche Differenzierungen
Der Begriff „Weihnachtslied“ wird in verschieden weiten Bedeutungen verwendet. Dies, wie auch die Vielfalt der Weihnachtslieder, hängt mit der langen und wechselvollen soziokulturellen Geschichte des Weihnachtslieds zusammen, die die Vielfalt der heute existierenden weihnachtlichen Lieder bestimmt.
In der englischen Sprache existiert der Begriff Christmas Carol, der nicht sämtliche Weihnachtslieder umfasst, sondern nur solche, bei denen die Musik eine traditionellere, im Zusammenhang mit der mittelalterlichen Liedform Carole stehende Form annimmt. So wäre White Christmas z. B. nach dieser Definition kein Christmas Carol, sondern „nur“ ein Lied, weil der musikalische Stil nicht der Tradition der weihnachtlichen Carols entspricht. Bezüglich des Textes wird jedoch nicht zwischen solchen Carols und anderen Weihnachtsliedern unterschieden.
Dennoch gibt es auch unterschiedliche sprachübergreifende Definitionen, was als Weihnachtslied zu bezeichnen ist. Manche Lieder haben nur einen winterlichen, nicht aber einen explizit weihnachtlich-religiösen Bezug. Sie werden dennoch nur in der Zeit rund um Weihnachten gesungen; so z. B. Jingle Bells, dessen Text von einer Schlittenfahrt handelt, die genauso gut etwa im Februar stattfinden könnte. Es gibt auch Lieder, die eng mit weihnachtlichen Bräuchen verbunden sind, aber eher als Bettel- oder Trinklied einzustufen sind, beispielsweise das Lied A Bone, God Wot! aus dem 16. Jahrhundert, das der Wassailing-Tradition zugeordnet werden kann, aber vom Cottonian Collection des Britischen Museums als Christmas Carol eingestuft wird.

### Weihnachtslied – Winterlied
Im allgemeinsten Sprachgebrauch bezeichnet Weihnachtslied alle Lieder, die in der Weihnachtszeit gesungen werden, also auch sogenannte Winterlieder ohne expliziten weihnachtlichen Bezug, wie beispielsweise Schneeflöckchen, Weißröckchen oder das bereits erwähnte Jingle Bells. Diese Lieder sind stark mit Weihnachten assoziiert, weil sie oftmals neben Weihnachtsliedern im engeren Sinne in entsprechenden Liedsammlungen oder Weihnachtspotpourris erscheinen. Zudem treten sie im säkularisierten weihnachtlichen Kontext auf – beispielsweise auf Weihnachtsmärkten.
Ein engerer Begriff schließt ebendiese Winterlieder aus den Weihnachtsliedern aus und beschränkt sich auf konfessionell gebundene Werke, deren Text sich ausdrücklich auf das christliche Weihnachtsfest, das heißt auf die Geburt von Jesus Christus, bezieht. Es ist für uns eine Zeit angekommen spielt in diesem Zusammenhang eine Sonderrolle, da es sowohl in säkularer als auch in kirchlicher Intention gefasst ist und gesungen werden kann.

### Weihnachtslied – Adventslied
Eine noch feinere, aus der Liturgie stammende Differenzierung unterscheidet zwischen Weihnachtslied einerseits und Adventslied andererseits. Im Kirchenjahr symbolisiert der Advent (von lateinisch adventus – „Ankunft“) die Zeit vor der Geburt des Erlösers Jesus Christus, die Zeit des Wartens auf den im Alten Testament angekündigten Messias. Die Adventslieder drücken daher, oftmals mit Bezug zum Alten Testament, die Sehnsucht nach der Ankunft des verheißenen Messias aus. Beispiele sind etwa Nun komm, der Heiden Heiland, Es kommt ein Schiff, geladen, Wie soll ich dich empfangen oder Macht hoch die Tür.
Im Unterschied zu diesen Adventsliedern bezeichnet Weihnachtslied im engsten Sinne Lieder, die die Geburt Jesu Christi feiern. Im Kirchenjahr dauert der Weihnachtsfestkreis bis zum Fest Taufe des Herrn, dem Sonntag nach Epiphanias (6. Januar); regional wird die Weihnachtszeit auch noch bis Mariä Lichtmess am 2. Februar, dem Ende der Weihnachtszeit vor den Liturgiereformen des Zweiten Vatikanischen Konzils, begangen. Daher werden auch liturgische Lieder aus dieser Zeit zu den liturgischen Weihnachtsliedern gerechnet. Zudem gibt es als Krippenlied oder Hirtenlied bezeichnete Weihnachtslieder, z. B. Kommet, ihr Hirten.

## Geschichte
Die ältesten Weihnachtslieder im westlichen Kulturkreis waren lateinische Hymnen, die in der Messe und im Stundengebet gesungen wurden. Im Mittelalter entwickelte sich der Brauch, diese mit deutschen Liedern, den Leisen, zu verbinden. Ein Beispiel dafür ist Gelobet seist du, Jesu Christ (EG 23), dessen erste Strophe von 1380 stammt und das zur Sequenz der Mitternachtsmesse Grates nunc omnes gesungen wurde. In manchen Weihnachtsliedern hat sich diese deutsch-lateinische Mischform erhalten, so in In dulci jubilo und im Quempas.

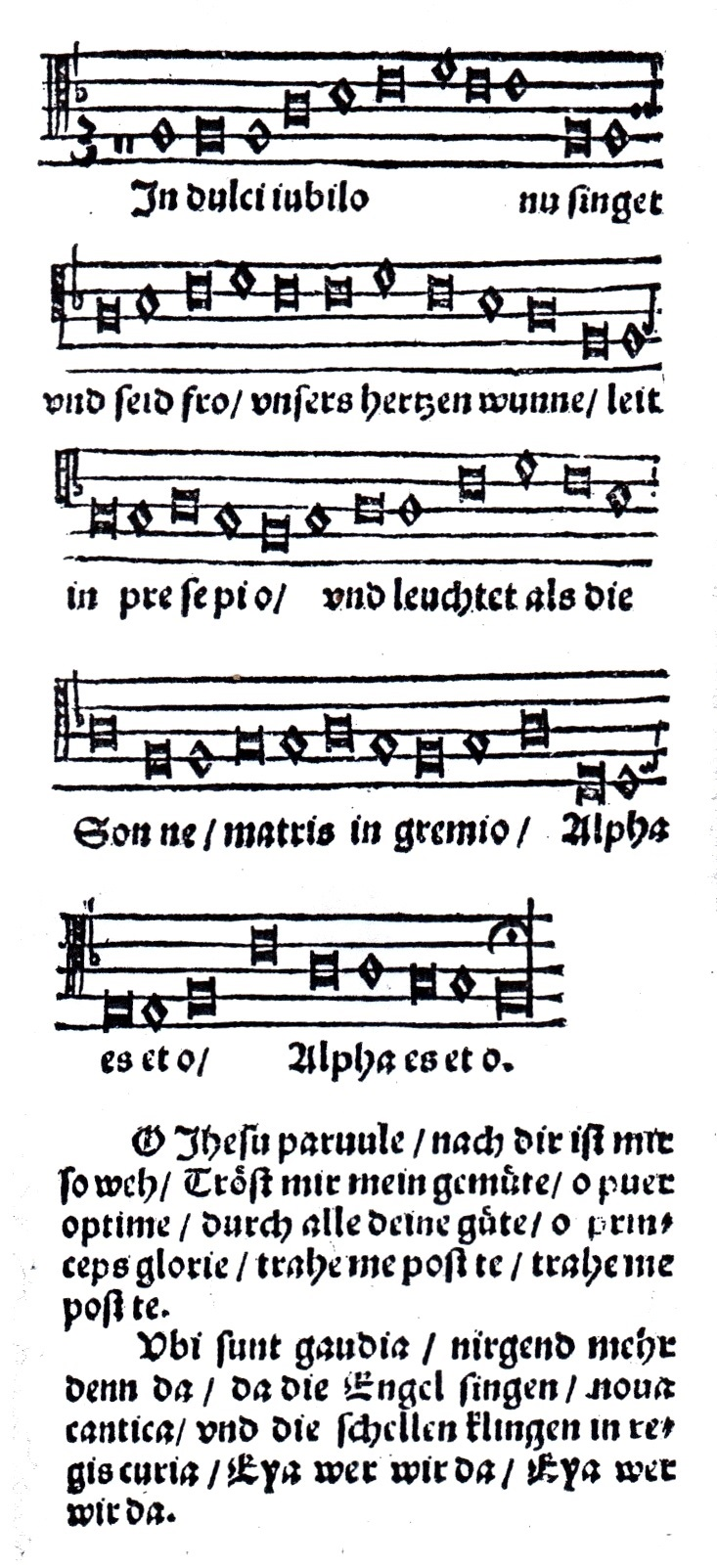
In dulci jubilo im Klug’schen Gesangbuch (1533)

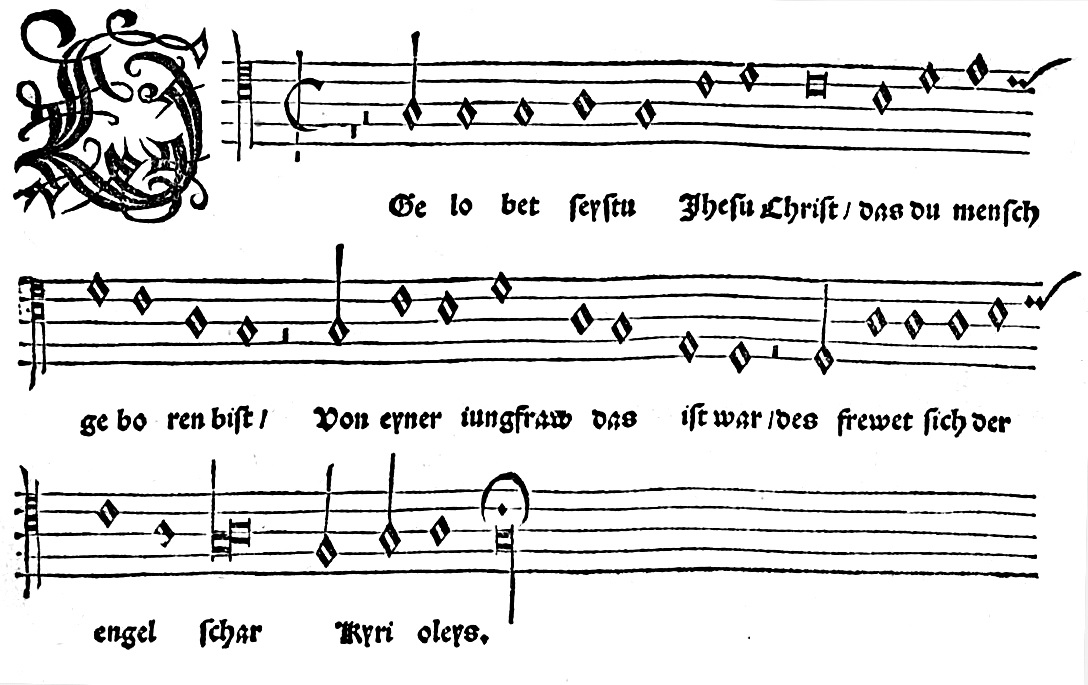
Gelobet seystu Jhesu Christ im Geystlich Gesangk Buchleyn (1524) von Johann Walter

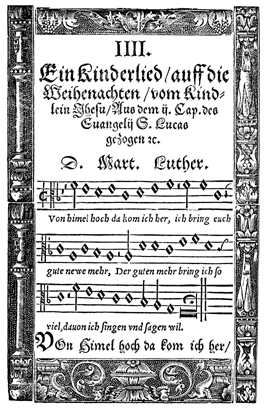
Martin Luthers Vom Himmel hoch, da komm ich her (1567)

Im Mittelalter tauchen Weihnachtslieder zuerst in der kirchlichen Liturgie auf. Es gibt keine Zeugnisse dafür, dass diese ersten Weihnachtslieder zu Hause gesungen wurden. Sie haben in der Regel lateinische Texte, oder aber lateinisch-deutsche Mischtexte (Ein Beispiel dafür ist: Dies est laetitiae mit den deutschen Strophen Der Tag, der ist so freudenreich). Sie waren Teil der Mitternachtsmesse, enden in der Regel mit dem Ruf Kyrie eleison („Herr, erbarme dich“) und werden daher als Leisen bezeichnet. Eine andere Wurzel des Weihnachtsliedes war das Kindelwiegen, ein in Frauenklöstern entstandener weihnachtlicher Brauch, und die dort gepflegte Mystik. Aus diesem Kreis stammt das deutsche Weihnachtslied Joseph, lieber Joseph mein, ein Wiegenlied, das vom Mönch von Salzburg (14. Jahrhundert) aufgezeichnet wurde.
Das Singen von Weihnachtsliedern im Gemeindegottesdienst erhielt deutliche Impulse durch Martin Luther, der – gemäß seinem reformatorischen Gedanken, die Messe in deutscher Sprache abzuhalten – eine Reihe von Weihnachtsliedern in deutscher Sprache schuf. Luther übertrug dafür bereits etablierte lateinische Texte ins Deutsche, um seine Texte an die liturgische Tradition anzuschließen und bekannte Melodien mit verständlichen Texten zu füllen. Er stieß damit eine protestantische Liedwelle an, die sich als kämpferische Gegenbewegung zum katholischen Kirchengesang verstand. Bei aller reformatorischen Kritik an Formen des volkstümlichen Weihnachtsbrauchs scheute sich jedoch auch Martin Luther nicht, volkstümliche Weisen aufzunehmen, und schuf mit Vom Himmel hoch, da komm ich her ein Weihnachtslied, das die Bearbeitung eines Kranzlieds war.
Doch seit dem 17. Jahrhundert entstanden auch Lieder, die zunächst für die private oder häusliche Andacht gedacht waren und von dort aus mitunter ihren Weg in kirchenmusikalische Werke und dann in die Gesangbücher fanden. Dazu gehört Ich steh an deiner Krippen hier von Paul Gerhardt. Erst im 18. Jahrhundert hielten die Weihnachtslieder jedoch auch Einzug in eine weitgehend profane Familienstube und hatten dort eine Blüte im 19. Jahrhundert, wie sich an zahlreichen Neudichtungen zeigt. Das Weihnachtslied als Kirchenchoral wanderte als Sololied mit Klavierbegleitung in die ,gute Stube‘ des Bürgertums. 1870/71 entstanden einige Weihnachtslieder im deutschnationalen Stil.
Im 19. Jahrhundert fanden auch Lieder aus anderen Ländern ihren Weg in den deutschen Sprachraum. Friedrich Heinrich Ranke schrieb 1823 das Weihnachtslied Herbei, o ihr Gläubigen (nach dem lateinischen Adeste fideles, Musik vermutlich von John Francis Wade, 1711–1786, EG 45), und Johannes Daniel Falk (1768–1826) und Heinrich Holzschuher (1798–1847) schrieben O du fröhliche auf die Melodie des italienischen Marienliedes O sanctissima, o purissima, dulcis virgo Maria. Karl Riedel (1827–1888) machte das böhmische Lied Kommet, ihr Hirten in Deutschland heimisch und leitete eine Renaissance der älteren Weihnachtslieder wie Den die Hirten lobeten sehre und Es ist ein Ros entsprungen ein.

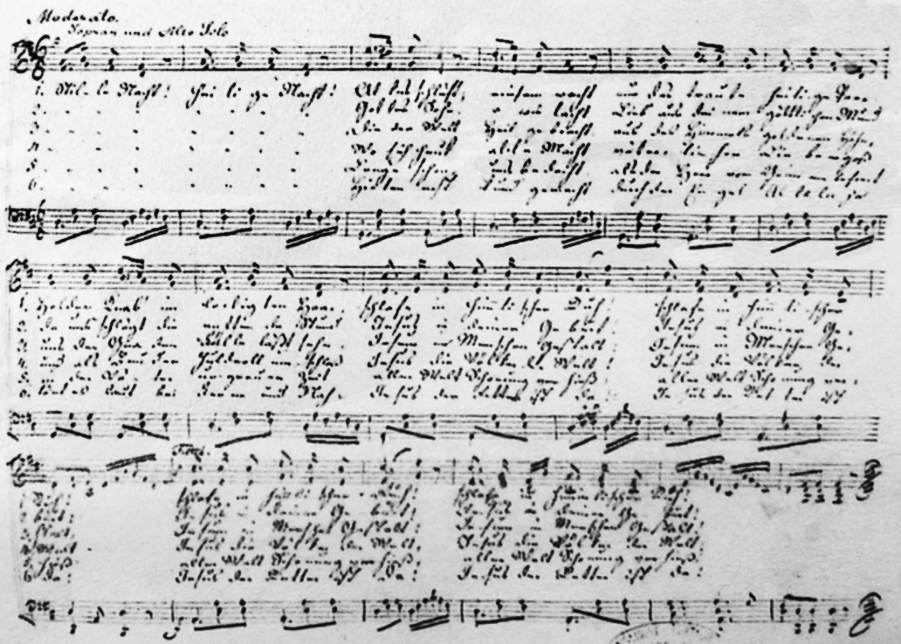
Autograph von Stille Nacht, heilige Nacht in der Handschrift Franz Xaver Grubers (um 1860)

Das bekannteste und vermutlich weltweit am weitesten verbreitete Weihnachtslied Stille Nacht, heilige Nacht stammt ebenfalls aus dem 19. Jahrhundert. Ebenso zahlreiche weitere Weihnachtslieder aus dem englischen Sprachraum, wie z. B. die ersten Druckfassungen von God Rest Ye Merry, Gentlemen, The First Noel, I Saw Three Ships und Hark! The Herald Angels Sing, die allesamt in Christmas Carols Ancient and Modern (1833) von William B. Sandys erschienen. Komponisten wie Arthur Sullivan halfen mit, dem Weihnachtslied zu neuer Beliebtheit zu verhelfen, und aus dieser Periode stammen Lieder wie Good King Wenceslas und It Came Upon the Midnight Clear, ein Weihnachtslied aus Neuengland von Edmund H. Sears und Richard S. Willis.

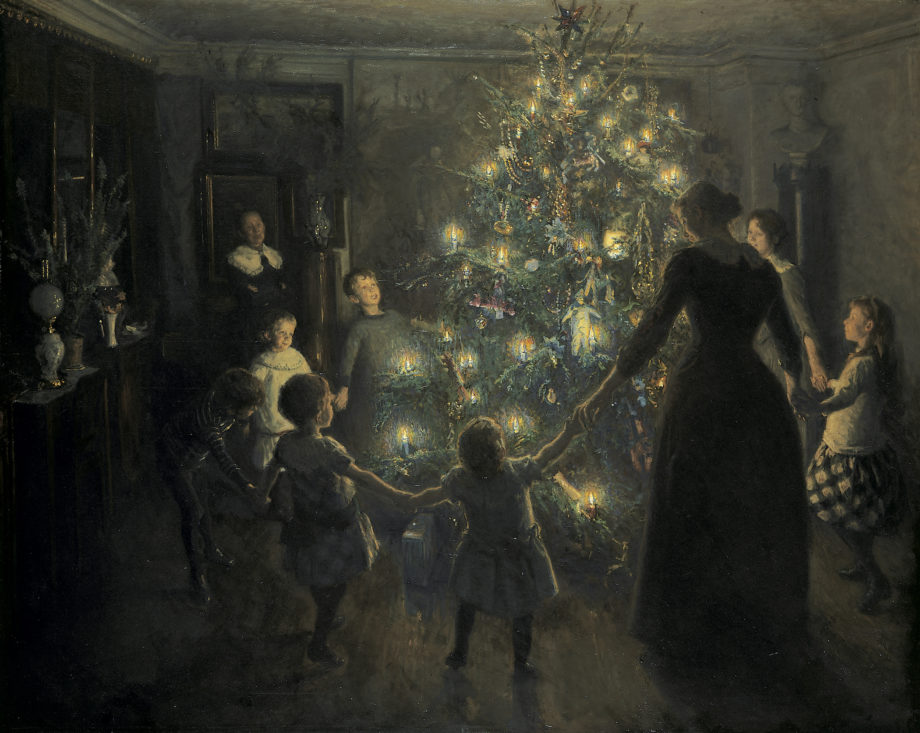
Frohe Weihnachten, Gemälde von Viggo Johansen

Gleichzeitig ließen jedoch die Veränderungen in der Frömmigkeit und das Aufkommen der bürgerlichen Weihnachtsfeier im deutschen Sprachraum im 19. Jahrhundert erstmals Lieder entstehen, in denen nicht mehr von der Geburt Jesu die Rede ist. Das bis heute bekannteste dieser Lieder ist O Tannenbaum, das ursprünglich kein Weihnachtslied, vielmehr ein trauriges Liebeslied von August Zarnack war. Später wurde es von Ernst Anschütz umgeschrieben. Der Weihnachtsmann (Morgen kommt der Weihnachtsmann) und naturromantische Elemente (Leise rieselt der Schnee) sind weitere Motive, die im 19. Jahrhundert hinzukamen.
Diese Strömung wurde im 20. Jahrhundert während der Zeit des Nationalsozialismus wieder aufgegriffen, etwa bei Hans Baumann mit Hohe Nacht der klaren Sterne, das in der damit aufgewachsenen Generation sehr beliebt war. Die Hitlerjugend unternahm Bestrebungen hin zur Entchristlichung und Mythisierung des Weihnachtsfests, was sich auch in vielen profanierenden Umdichtungen niederschlägt. Diese Umdichtungen haben sich meist nicht durchsetzen können. Jedoch ist Es ist für uns eine Zeit angekommen die völlige Neutextierung und Umwandlung des Aargauer Sterndrehermarsch, einer Schilderung der Weihnachtsgeschichte, in ein Winterwanderlied bis heute bekannt.
Auch in der DDR gab es mit Liedern wie Sind die Lichter angezündet, Tausend Sterne sind ein Dom und Vorfreude, schönste Freude neue Beispiele nichtchristlicher Weihnachtslieder. In der DDR sollte das christliche Gedankengut nicht im Vordergrund stehen, die Texte waren politisch-sozialistisch geprägt. Da nicht Jesu Geburt, sondern Weihnachten als ein sozialistisches Friedensfest gefeiert wurde, dominierte in vielen Liedern der Winter als Thema.
In der Deutschschweiz bestehen mit Liedern wie Es schneielet, es beielet, der Zäller Wiehnacht von Paul Burkhard und Neukompositionen Am Himmel vo der Wält (aus der Kinderweihnachtsmusik von Roland Zoss) Beispiele moderner stil- und konfessionsübergreifender Weihnachtslieder.
Im Zuge der Globalisierung und Kommerzialisierung von Weihnachten kamen vermehrt fremdsprachige (v. a. englischsprachige) Lieder in den deutschen Sprachraum. Außerdem werden Weihnachtslieder heute auch schon in der Adventszeit gespielt. Seit einigen Jahren gibt es im Internet auch vermehrt reine Weihnachtsradios, die in der Zeit von Anfang November bis Ende Dezember ununterbrochen Weihnachtslieder spielen. Besonders in den Kirchen wird die Tradition des Advents bewahrt; dort werden bis zum 24. Dezember stattdessen Adventslieder gespielt und gesungen.

## Bekannte Weihnachtslieder
Siehe Liste deutschsprachiger Weihnachtslieder und Liste fremdsprachiger Weihnachtslieder

### Ausgaben
- Siegfried Köhler, Johannes Weyrauch: Unsere schönsten Weihnachtslieder. 27 beliebte Lieder zur Weihnachtszeit. Leipzig [1970].
- Hildegard Meyberg (Hrsg.): Laßt uns singen in der Weihnachtszeit: Lieder u. Kanons. Auer, Donauwörth 1985, ISBN 3-403-01602-1.
- Wolfgang Schneider: Die schönsten Weihnachtslieder. Insel-Verlag, Frankfurt am Main/ Leipzig  2006 (= Insel-Taschenbuch. Band 3231), ISBN 3-458-34931-6.
- Ingeborg Weber-Kellermann: Das Buch der Weihnachtslieder. Musikalische Bearbeitung von Hilger Schallehn. Schott, Mainz 1982, ISBN 3-7957-2061-3; 10. Auflage (= Serie Musik. Nr. 8213). Atlantis-Musikbuch-Verlag, Zürich 2003, ISBN 3-254-08213-3
- Michael Beck u. a.: Singen im Advent – gemeinfreies Liedgut – kopieren erlaubt. 3. Auflage, Frankfurt am Main 2013, download (PDF, 4.4 MB; 4,4 MB)

### Studien
- Irmgard Benzig-Vogt: Vom Kind in der Krippe zum Kind in der Wiege. Das Weihnachtslied der NS-Zeit. In: Neue Musikzeitung. 46 (1997/98), S. 49–51 (Digitalisat)
- Friederike Lepetit: Weihnachten – ein sozialistisches Friedensfest? Christliche Motive und Traditionen im Musikunterricht der DDR am Beispiel des Weihnachtsfestes. Ed. Kirchhof und Franke, Leipzig/ Berlin 2006, ISBN 3-933816-31-9.
- Martin Rößler: „Da Christus geboren war …“. Texte, Typen und Themen des deutschen Weihnachtsliedes (= Calwer Theologische Monographien. Band 7). Calwer, Stuttgart 1981, ISBN 3-7668-0680-7.
- Ingeborg Weber-Kellermann: Das Weihnachtsfest. Eine Kultur- und Sozialgeschichte der Weihnachtszeit. Bucher, Luzern u. a. 1978, ISBN 3-7658-0273-5.